# Eduardo Wenceslao Holmberg
Eduardo Fernando Wenceslao Holmberg (Buenos Aires, 17 de junio de 1815 - 1875) fue un botánico y militar argentino. Hijo del barón de Holmberg, que combatió con Manuel Belgrano en el Ejército del Norte, siguió también la carrera militar.

## Carrera militar y exilio
Fue ayudante del general Juan Lavalle, bajo cuyas órdenes luchó en la batalla de Rodeo del Medio y fue apresado. Se exilió en Chile con Domingo Faustino Sarmiento, masón como él, durante el gobierno de Juan Manuel de Rosas.

## Vida personal
Se casó con la oriental Laura Correa Morales, y tuvo cuatro hijos; el mayor de ellos, Eduardo Ladislao (1852-1937), fue una de las más grandes figuras de la ciencias naturales en Argentina. Fue un dedicado cultor de camelias, y desarrolló numerosas variedades.
- Datos: Q8772419